# 篠崎豊彦
篠崎 豊彦（しのざき とよひこ、1853年11月3日（嘉永6年10月3日） - 1939年（昭和14年）5月23日）は、日本の政治家。衆議院議員（1期）。

## 経歴
大分県出身。1878年、福岡県師範学校卒。1889年、東京法学校卒。小学校と中学校の教員となり、若松築港(株)取締役、第八十七銀行整理員を務める。日露戦争に参加、戦後、現地に止まり、大連で貸家業を営み、衛生組合副組長となる。のち帰国して亀川町(現・別府市)長となり、農業に従事した。
1931年、高橋欽哉の失職に伴う大分2区の再選挙で立憲民政党から立候補して当選した。衆議院議員は1期務め、1932年の第18回衆議院議員総選挙には出馬しなかった。1939年死去。